# Mascaraneus
Mascaraneus is een geslacht van spinnen uit de familie vogelspinnen (Theraphosidae).

## Soorten
De volgende soorten zijn bij het geslacht ingedeeld:
- Mascaraneus remotus Gallon, 2005